# John Sullivan Dwight
Pour les articles homonymes, voir Dwight.
John Sullivan Dwight, né le 13 mai 1813 à Boston, mort le 5 septembre 1893 à Boston, est le premier critique musical américain.

## Biographie
Dwight est le fils John Dwight, M.D. (1773–1852) et de Mary Corey. Il appartenir sans doute à la Dwight family (en) par son grand-père paternel, John Dwight, Jr. (1740–1816).
en 1832, il est diplômé du Harvard College, puis en 1836 de la Harvard Divinity School (American Unitarian Association). Dwight est ordonné en 1840, mais le sacerdoce n'était pas sa vocation. Il développe alors un vif intérêt pour la musique, en particulier pour celle de Ludwig van Beethoven.
Dwight devient directeur de l'école de la communauté utopique de Brook Farm, où il enseigne la musique. Membre fondateur du Transcendental Club (en), il commence à écrire des articles pour la revue transcendantaliste The Dial (en) et pour le journal fouriériste The Harbinger (en).
Brook Farm ayant fait faillite en 1847. Dwight crée alors une coopérative à Boston et commence une carrière de journaliste musical. Il épouse la chanteuse Mary Bullard (la fille de Silas Bullar et Mary Ann Barrett) le 11 février 1851. En 1852, il fonde le Dwight's Journal of Music (en), qui devint l'un des journaux les plus influents de ce genre au XIXe siècle. Alexander Wheelock Thayer, qui est le premier historien américain de la musique important, y contribua, ainsi que John Knowles Paine, William Foster Apthorp, William Smythe Babcock Mathews et Charles H. Brittan.
En 1855, Dwight adapte le Minuit, chrétiens français en anglais : O Holy Night.
Avec Otto Dresel (en), venu de Leipzig en 1848 et établi à Boston en 1852, il « contribue, seul et conjointement, à susciter l'intérêt du public américain pour la musique classique européenne ».
Il est enterré au Forest Hills Cemetery de Boston.

## Articles
- « Music », in Æsthetic Papers, édité par Elizabeth Peabody, 1849, p. 25-36 [lire en ligne]